# Niyazi Aliyev
Pour les articles homonymes, voir Aliyev.
Niyazi Aliyev est un karatéka azerbaïdjanais né le 30 janvier 1986 à Maştağa. Il a été titré champion d'Europe en kumite masculin moins de 67 kilos en 2009 à Zagreb et 2015 à Istanbul. Il est médaillé de bronze européen dans cette catégorie en 2012 à Tenerife.